# Doratoxylon alatum
Doratoxylon alatum är en kinesträdsväxtart som först beskrevs av Ludwig Radlkofer, och fick sitt nu gällande namn av René Paul Raymond Capuron. Doratoxylon alatum ingår i släktet Doratoxylon och familjen kinesträdsväxter. Inga underarter finns listade i Catalogue of Life.